# Warmer in the Winter
 (mars 2018).
Si vous disposez d'ouvrages ou d'articles de référence ou si vous connaissez des sites web de qualité traitant du thème abordé ici, merci de compléter l'article en donnant les références utiles à sa vérifiabilité et en les liant à la section « Notes et références ».
Albums de Lindsey Stirling
Brave Enough
(2016) Artemis
(2019)
Warmer in the Winter est le quatrième album de Lindsey Stirling.

## Liste des pistes
| No  | Titre                         | Durée |
| --- | ----------------------------- | ----- |
| 1.  | Dance Of The Sugar Plum Fairy | 2:39  |
| 2.  | You're A Mean One, Mr. Grinch | 2:48  |
| 3.  | Christmas C'mon               | 3:50  |
| 4.  | Carol Of The Bells            | 2:48  |
| 5.  | Angels We Have Heard On High  | 4:22  |
| 6.  | I Saw Three Ships             | 2:35  |
| 7.  | Let It Snow                   | 2:53  |
| 8.  | Warmer In The Winter          | 2:55  |
| 9.  | What Child Is This            | 3:19  |
| 10. | All I Want For Christmas      | 4:05  |
| 11. | Time To Fall In Love          | 2:56  |
| 12. | Jingle Bell Rock              | 3:48  |
| 13. | Silent Night                  | 3:54  |

Bonus tracks 
14. We  Three Gentlmen (Medley) 
15. O' Come, Emmanuel 